# Starnberg Argonauts
| Ewige GFL-Bilanz | Ewige GFL-Bilanz | Ewige GFL-Bilanz | Ewige GFL-Bilanz | Ewige GFL-Bilanz | Ewige GFL-Bilanz | Ewige GFL-Bilanz | Ewige GFL-Bilanz | Ewige GFL-Bilanz | Ewige GFL-Bilanz | Ewige GFL-Bilanz | Ewige GFL-Bilanz |
| Jahr             | Gesamt           | Gesamt           | Gesamt           | Heim             | Heim             | Heim             | Ausw.            | Ausw.            | Ausw.            | TD-Verhältnis    |                  |
| Jahr             | S                | N                | U                | S                | N                | U                | S                | N                | U                | TD-Verhältnis    |                  |
| ---------------- | ---------------- | ---------------- | ---------------- | ---------------- | ---------------- | ---------------- | ---------------- | ---------------- | ---------------- | ---------------- | ---------------- |
| 1983             | 2                | 8                | 0                | 1                | 4                | 0                | 1                | 4                | 0                | 142:356          |                  |
| 1984             | 0                | 14               | 0                | 0                | 7                | 0                | 0                | 7                | 0                | 24:548           |                  |
| Gesamt           | 2                | 22               | 0                | 1                | 11               | 0                | 1                | 11               | 0                | 178:904          |                  |

Die Starnberg Argonauts sind ein deutsches American-Football-Team. Die Argonauts sind eine Abteilung des TSV 1880 Starnberg.

## Geschichte
Der American Football in Starnberg begann 1980. Sechs junge Männer gründeten selbst einen Verein. Verstärkt durch elf Amerikaner aus der Flint-Kaserne in Bad Tölz, welche auch das Coaching übernahmen, begann am 4. April 1981 das erste Training. In der folgenden Winterpause konnte der TSV 1880 überzeugt werden, die Footballer als Abteilung in seinen Reihen aufzunehmen. Nach der Meldung zum Ligabetrieb spielte man 1982 das erste Jahr in der zweiten Bundesliga-Süd. Die Argonauts beendeten die Saison mit einem zweiten Platz und stiegen somit in die erste Bundesliga-Süd auf. Im nächsten Jahr gelang der Klassenerhalt und im Herbst 1983 fand ein erstes Jugendtraining statt. 1984 drohte die Mannschaft wegen persönlicher Gründe des damaligen Trainers und der damit verbundenen Schwierigkeiten auseinanderzubrechen. Kurz vor Saisonende musste der Spielbetrieb noch wegen erhöhten Verletzungspechs eingestellt werden. Dafür gelang es der Jugend, die ersten beiden Spiele zu absolvieren. Neues Saisonziel war 1985 ein Neuaufbau. Dieser gelang, der sportliche Erfolg blieb aber aus. Im Gegensatz zu den Senioren konnte die Jugend eine erfolgreiche Saison bestreiten. Von sieben Spielen wurden sechs gewonnen und nur eines unglücklich verloren. 1986 gelang es, einen US-amerikanischen Quarterback unter Vertrag zu nehmen. Weiterhin stand auch noch ein halbes Dutzend GIs aus der Flint-Kaserne zur Verfügung. Am Ende hatten die Argonauts einen dritten Platz erreicht. Die Jugend erreichte ebenfalls einen dritten Platz und bestritt ein Play-off-Spiel, in dem sie den Munich Cowboys unterlag. 1988 wurde die Argonauts Letzter. Der Abstieg wurde nur verhindert, da die Fürth 88ers wegen einer Regelwidrigkeit gesperrt wurden.
Durch solide Aufbauleistung des Coaches David Gwodzik belegten die Argonauten 1992 in der Bayernliga-Süd hinter den Landshut Dragons den zweiten Platz und waren fortan wieder in der zweiten Bundesliga. Die Offense der Argonauts erzielte die meisten Touchdowns und erzielte 247 Punkte; 17 mehr als der Tabellenerste. Zum Schluss der Saison kündigte sich wegen des Erfolgs ein großer Andrang an Neulingen an. Auch für die Jugend war 1992 ein erfolgreiches Jahr. In der Bayernliga-Süd verlor das Team um Head Coach Ludwig Kastenmaier kein einziges Spiel und hatte ein Punktverhältnis von 180:12. Im bayerischen Halbfinale besiegte man den Favoriten Munich Cowboys klar. Die Jugend wurde bayerischer Vizemeister und unterlag im Viertelfinale um die deutsche Meisterschaft den Stuttgart Scorpions. In der darauf folgenden Saison folgte jedoch der direkte Wiederabstieg der Argonauts in die Bayernliga. Die Saison 1994 wurde auf dem zweiten Platz beendet; dieser berechtigte zur Teilnahme an den Relegationsspielen um den Einzug in die neu gegründete Regionalliga, der erreicht wurde.
1996 musste der Spielbetrieb abgesagt werden, woraufhin ein Zwangsabstieg in die fünfte Liga folgte, erst 1998 gelang der Aufstieg in die vierte Liga. Dort verblieb die Mannschaft für die nächsten Jahre. In der Saison 2002 gewann die Mannschaft kein reguläres Spiel, konnte den Abstieg jedoch durch zwei Relegationsspiele gegen die Nürnberg Packers vermeiden.

## Teams
Neben der ersten Mannschaft gibt es ein Juniorenteam, welches in der Leistungsliga spielt, sowie Jugendflagfootball und eine Cheerleadergruppe, die Silver Stars.